# Kathedrale Basiliek van de Heilige Familie
De Kathedrale Basiliek van de Heilig Familie (Engels: Cathedral Basilica of the Holy Family) is de belangrijkste rooms-katholieke kerk in de Keniaanse hoofdstad Nairobi, gelegen aan het City Square. Het is de zetel van de aartsbisschop van Nairobi.

## Voorgeschiedenis
De eerste gelovigen van de kerkelijk gemeente waren spoorwegwerkers die in een kamp woonden in de buurt van wat het eerste treinstation van Nairobi zou worden. Broeder Josaphat werd door de Congregatie van de Heilige Geest in 1904 belast met de bouw van een kerk. Met plaats voor 300 tot 400 personen was de kerk het eerste stenen gebouw in Nairobi. De eerste doop vond plaats in 1906 en het eerste huwelijk werd voltrokken in 1908. John Joseph McCarthy werd in 1953 benoemd als de eerste aartsbisschop van Nairobi. Hij zou dit ambt vervullen tot zijn emeritaat in 1971.

## De kathedraal

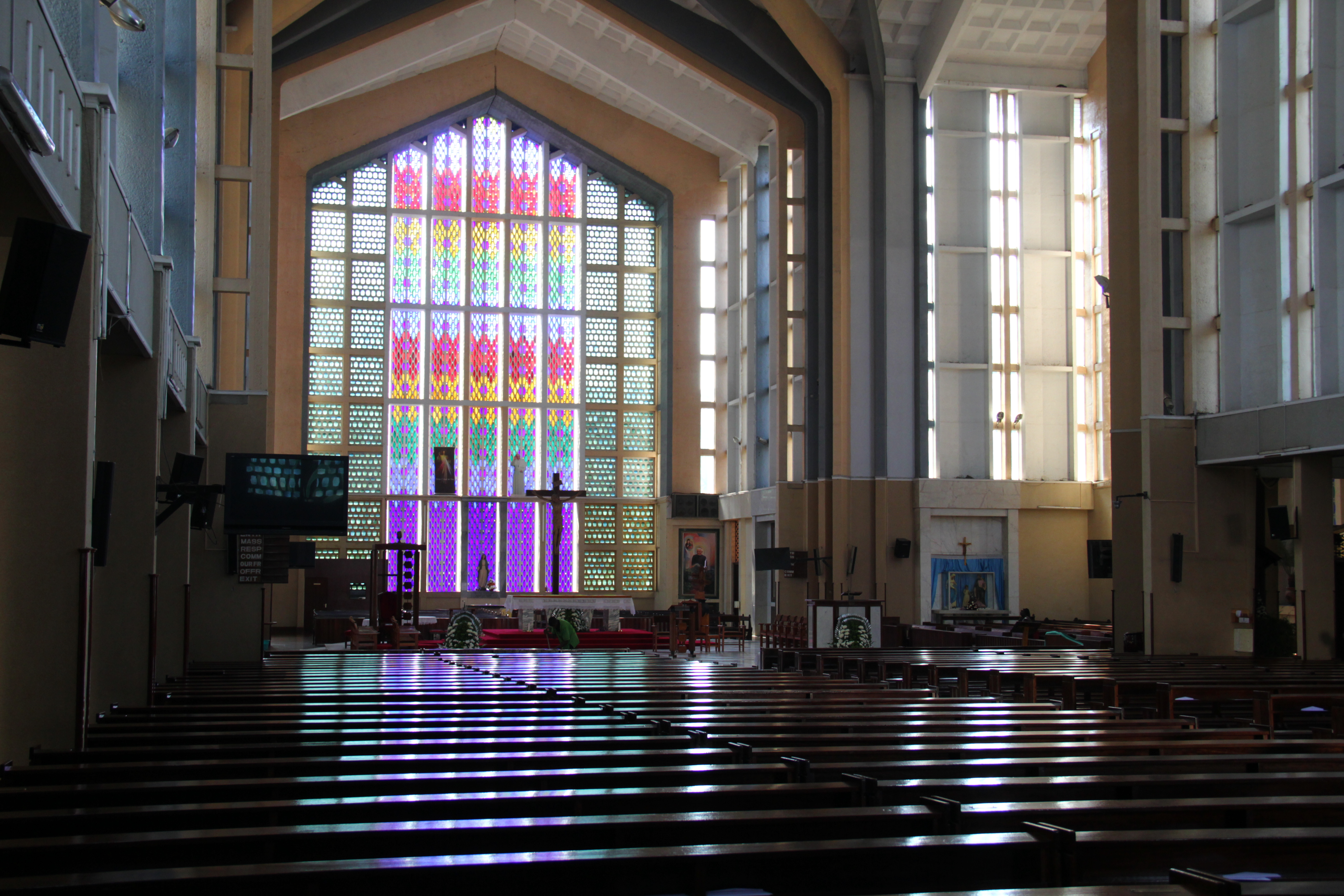
Het interieur van de kathedraal

De huidige kerk met plaats voor 4000 mensen werd ontworpen door de in Kenia opgegroeide Engelse architect Dorothy Hughes. In de jaren 1940 werd begonnen met bouw van de kerk. De bouw kwam stil te liggen door de onafhankelijkheidsstrijd en werd afgerond in de jaren 1960-1963. De in internationale stijl gebouwde kerk heeft een hoogte van 30 meter. De kerk heeft abstracte glas in lood-ramen in roestvrijstalen kozijnen. Delen van het kerkinterieur zijn gemaakt van marmer. In het koor staat het hoofdaltaar met een groot crucifix dat wordt geflankeerd door twee kleinere altaars. De kerk heeft acht kapellen. Naast het kerkgebouw staan een campanile en een kruis.
De kerk werd door paus Johannes Paulus II voor het eerst bezocht in 1980. Op 15 februari 1982 verleende hij de kerk de status van basilica minor. De paus bezocht de basiliek nogmaals in 1985 en 1995.